# Flacking
Le flacking, est une technique artistique low tech qui consiste à réparer les nids-de-poule et les entailles de l'espace public avec des mosaïques, des Lego et/ou des matières céramiques. Les œuvres ainsi créées sont qualifiées de « flackings » ou « pansements pour trottoirs » et sont greffées au sol. Elles ont une durée de vie aléatoire selon les habitudes de passage et le type d'usage de l'espace réparé.
Souvent associé à la pratique du kintsugi, le flacking a pour but de réparer et d'embellir l'espace public.

## Origine

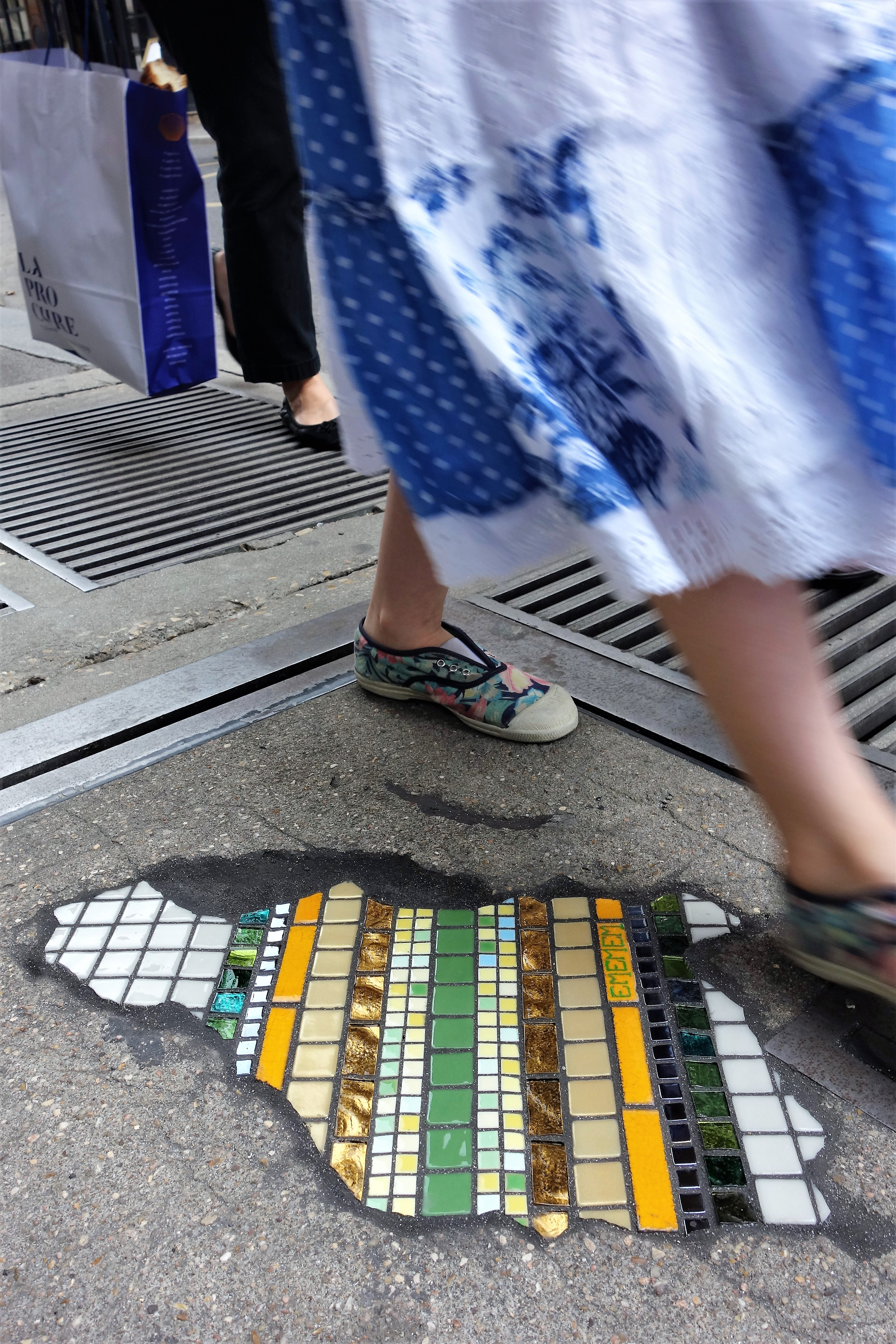
Flacking dans une rue de Paris (2020).

Le mot « flacking » est inventé en 2016 par le mosaïste Ememem, pour qualifier son « raccommodage artistique » de la ville de Lyon. Il est dérivé du mot français « flaque » car les œuvres créées s'apparentent à des flaques de couleurs.
Initialement pratique « sauvage » de l'art urbain, le flacking est devenu une pratique retenue par des communes comme solution low tech et artistique pour réparer à moyen terme les espaces piétons.

## Pratique contemporaine
Le flacking est aujourd'hui pratiqué par plusieurs artistes professionnels ou des groupes amateurs lors de journées « flacking », en France, en Russie, en Afrique du Sud ou encore au Chili. Des ateliers flacking sont également organisés auprès du grand public dans le cadre de festivals ou d'action de mobilisation citoyenne.